# Campeonato Asiático de Atletismo de 2017 - Arremesso de peso masculino
A prova do arremesso de peso masculino do Campeonato Asiático de Atletismo de 2017 foi disputada no dia 7 de julho de 2017 no Kalinga Stadium em Bhubaneswar, na Índia. 

## Recordes
Antes desta competição, os recordes mundiais e do campeonato nesta prova eram os seguintes:
|                       | Nome                         | Nacionalidade  | Distância | Local    | Data               |
| --------------------- | ---------------------------- | -------------- | --------- | -------- | ------------------ |
| Recorde mundial       | Randy Barnes                 | Estados Unidos | 23m 12cm  | Westwood | 20 de maio de 1990 |
| Recorde do campeonato | Inderjeet Singh              | Índia          | 20m 41cm  | Wuhan    | 3 de junho de 2015 |
| Recorde asiático      | Sultan Abdulmajeed Al-Hebshi | Arábia Saudita | 21m 13cm  | Doha     | 8 de maio de 2009  |

## Medalhistas
| Ouro             | Prata                    | Bronze            |
| Ali Samari (IRI) | Tejinder Pal Singh (IND) | Ivan Ivanov (KAZ) |

## Resultado final
| Posição           | Atleta                   | Nacionalidade  | #1    | #2    | #3    | #4    | #5    | #6    | Resultados | Notas |
| ----------------- | ------------------------ | -------------- | ----- | ----- | ----- | ----- | ----- | ----- | ---------- | ----- |
| Medalha de ouro   | Ali Samari               | Irão           | x     | 19.80 | x     | x     | x     | ?     | 19.80      |       |
| Medalha de prata  | Tejinder Pal Singh       | Índia          | 18.49 | 19.58 | 19.77 | 19.11 | x     | 19.61 | 19.77      |       |
| Medalha de bronze | Ivan Ivanov              | Cazaquistão    | 19.41 | 18.02 | x     | x     | 18.48 | 18.95 | 19.41      |       |
| 4                 | Om Prakash Singh Karhana | Índia          | 17.69 | x     | 17.92 | x     | 18.31 | 18.70 | 18.70      |       |
| 5                 | Daichi Nakamura          | Japão          | 18.46 | x     | x     | 16.13 | x     | 17.34 | 18.46      |       |
| 6                 | Han Zibin                | China          | 18.07 | x     | 18.29 | 17.65 | 18.01 | 17.78 | 18.29      |       |
| 7                 | Li Jun                   | China          | 18.16 | 18.06 | x     | x     | x     | x     | 18.16      |       |
| 8                 | Jasdeep Singh Dhillon    | Índia          | 18.07 | x     | 17.91 | 17.78 | 17.38 | x     | 18.07      |       |
| 9                 | Sultan Al-Hebshi         | Arábia Saudita | 17.18 | 15.89 | 17.62 |       |       |       | 17.62      |       |
| 10                | Satoshi Hatase           | Japão          | 17.36 | x     | 17.18 |       |       |       | 17.36      |       |
| 11                | Sergey Dementyev         | Uzbequistão    | 17.06 | x     | x     |       |       |       | 17.06      |       |
| 12                | Ameen Atiyyah            | Arábia Saudita | x     | 15.68 | 16.86 |       |       |       | 16.86      |       |
| 13                | S. Mohammad              | Kuwait         | x     | x     | x     |       |       |       | NM         |       |

Legenda
| Recorde mundial       | Recorde mundial (World record)               |                       | Recorde africano                      | Recorde africano (African) |                                           | Q | Classificado por posição (Qualified) |
| Recorde do campeonato | Recorde do campeonato (Championship record)  | Recorde da América    | Recorde da América (Americas)         | q                          | Classificado por melhor tempo (Qualified) |   |                                      |
| Melhor marca do ano   | Melhor marca do ano (World leading)          | Recorde asiático      | Recorde asiático (Asian)              | DNS                        | Não largou (Did not start)                |   |                                      |
| Recorde nacional      | Recorde nacional (National record)           | Recorde europeu       | Recorde europeu (European)            | DNF                        | Não terminou (Did not finish)             |   |                                      |
| Recorde pessoal       | Recorde pessoal do atleta (Personal best)    | Recorde da Oceania    | Recorde da Oceania (Oceania)          | DSQ / DQ                   | Desclassificado (Disqualified)            |   |                                      |
| Recorde da temporada  | Recorde da temporada do atleta (Season best) | Recorde sul-americano | Recorde sul-americano (South America) | NM                         | Sem marca (No mark)                       |   |                                      |